# Магамадов, Супьян Султанович
Супьян Султанович Магамадов (род. 11 августа 1952, с. Казгородок, Кургальджинский район, Акмолинская область, Казахская ССР, СССР) — чеченский учёный. Кандидат исторических наук (1982), профессор, зав. кафедрой истории мировой культуры и музееведения Чеченского государственного университета с 1995 года, его первый проректор. С 2008 года директор Института гуманитарных исследований (ИГИ) Академии наук Чечни, член её президиума.

## Биография
Родился в селе Казгородок Кургальджинского района Акмолинской области Казахской ССР.
Окончил с отличием истфак Чечено-Ингушского государственного университета (1974). Стажировался в Ростовском госуниверситете. Служил в рядах Советской армии.
В 1977—1980 гг. обучался в очной аспирантуре Ростовского госуниверситета на кафедре истории России. В 1981 г. защитил диссертацию на соискание ученой степени кандидата исторических наук. Воспитанник научной школы профессоров А. Козлова, В. Золотова, А. Пронштейна, В. Крикунова, А. Хасбулатова.
С 1980 г. преподаватель истфака Чеченского (Чечено-Ингушского до 1995 г.) государственного университета, в 1991 году присвоено ученое звание доцента по кафедре истории советского общества, с 1999 г. профессор.
С 1995 г. зав. кафедрой истории мировой культуры и музееведения ЧГУ.
С 1996 г. проректор по научной работе ЧГУ. В 2003—2006 гг. первый проректор, проректор по учебно-организационной работе ЧГУ.
В 2001—2003 гг. учёный секретарь Комплексного научно-исследовательского института (КНИИ) Российской академии наук в г. Грозном.
С 2008 года директор новосозданного Института гуманитарных исследований (ИГИ) АН Чечни. Член президиума АН Чечни.
Автор более 150 работ, в том числе монографии «Политическая власть и повстанческое движение на Северном Кавказе» (Ростов-на-Дону, 2011).
Заслуженный деятель науки ЧР (2008).
Награждён почетными грамотами Главы Администрации Чеченской Республики и Президента Чеченской Республики.